# Partikelgrößenanalyse
Die Partikelgrößenanalyse ist ein Teilgebiet der mechanischen Verfahrenstechnik und eng gekoppelt mit der Werkstoffkunde. Sie beschäftigt sich mit der Charakterisierung disperser Systeme bzgl. Partikelgröße. Diese Materialeigenschaft ist in der Regel statistisch verteilt und bei einigen Systemen zeitabhängig. Primäres Ziel der Partikelgrößenanalyse ist zumeist die Bestimmung der vorherrschenden Partikelgrößenverteilung, wobei unter Partikel ein festes Teilchen (Korn), ein flüssiges Teilchen (Tropfen) oder eine Gasblase verstanden werden kann.
Weitere Bezeichnungen für die Partikelgrößenanalyse sind: Dispersitäts-, Korngrößen- Tropfengrößen-, Blasengrößen- und Teilchengrößenanalyse sowie Granulometrie, wobei letzteres eine deutlich umfassendere Charakterisierung disperser Systeme über die Partikelgröße hinaus umfasst (siehe Partikelmesstechnik).
Die Partikelgrößenanalyse ist im industriellen Bereich wichtig, da sich Partikeleigenschaften entscheidend auf die Eigenschaften eines Produktes auswirken. Beispielsweise beeinflusst die Partikelgröße das Fließverhalten eines Schüttguts oder die Stabilität von Haufwerken.
Hingegen umfasst die Partikelgrößenanalyse nicht das Fachgebiet der Elementarteilchenphysik.

## Einleitung
In der Mechanischen Verfahrenstechnik bedeutet eine Stoffumwandlung vor allem eine Änderung des Dispersitätszustandes, d. h. der Feinheit eines dispersen Systems. Zerkleinerungs- und Agglomerationsverfahren verändern die physikalischen Eigenschaften der erzeugten Produkte über ihre Partikelgrößenverteilung. Beeinflusst werden u. a. die Bruchfestigkeit und die Durchströmbarkeit.

## Ziel
Die o. g. Zusammenhänge führen nach Rumpf zur folgenden Beschreibung des Umfangs der Partikelgrößenanalyse:
Die Produkteigenschaften hängen von den Dispersitätseigenschaften ab, d. h., eine Produkteigenschaft ist eine Funktion der Dispersitätseigenschaft.
Dieser als Eigenschaftsfunktion bezeichnete Zusammenhang zeigt, dass neben der Messung der Produkteigenschaften wie z. B. der Durchströmbarkeit auch deren Abhängigkeit von den Dispersitätseigenschaften untersucht werden muss. Die Partikelgrößenanalyse ist somit ein Teilbereich der Partikelmesstechnik, der sich speziell auf die Messung von Dispersitätseigenschaften fokussiert.

## Anwendungsgebiete

### Allgemeine Anwendungsgebiete
Die Partikelgrößenanalyse wird u. a. eingesetzt in:
- der Prozesscharakterisierung (z. B. Zerkleinerung, Agglomeration)
- der Qualitätssicherung von Produkten (z. B. von Filtern, Pigmenten)
- der Überwachung der Umwelt (z. B.: Feinstaub), technischer Anlagen (z. B.: Reinräume) und von Anlagenteilen (z. B.: Filter, Fliehkraftabscheider).

In der Forschung und Entwicklung wird die Partikelgrößenanalyse verwendet
- zur Bestimmung von Produkt-Eigenschaftsfunktionen
- zur Prozessoptimierung.

### Produkteigenschaftsfunktion
Die Qualität von Schokolade, welche ein komplex-disperses-System heterogen verteilter Komponenten ist, hängt u. a. von der Feinheit des Kakaopulvers und der Zuckerkristalle in der Kakaobutter ab: überschreiten die dispersen Bestandteile eine bestimmte Partikelgröße, so sind sie unangenehm auf der Zunge spürbar.
Die Freisetzungsdauer medizinischer Wirkstoffe oder ihrer Trägerstoffe im menschlichen Körper wird grundlegend durch ihre Feinheit bestimmt.

## Verfahren
Messverfahren für die Partikelgrößenanalyse basieren primär auf den unterschiedlichen physikalischen Eigenschaften der zu analysierenden Partikelsysteme. Abhängig von der Partikelgröße, der vorherrschenden kontinuierlichen Phase und der Partikelkonzentration werden daher unterschiedliche Messverfahren eingesetzt.
|            | Größenbereich                | Konzentrationsbereich | Verfahren                         |
| ---------- | ---------------------------- | --------------------- | --------------------------------- |
| Aerosol    | 0,3 µm bis 40 µm             |                       | Photosedimentation                |
| Aerosol    | 0,005 µm bis 1 µm            | ≤ 50.000 cm−3 Kanal−1 | elektrische Mobilitätsanalyse     |
| Aerosol    | 0,005 µm bis 3 µm und größer | ≤ 50.000 cm−3         | Kondensationskernzählung          |
| Aerosol    |                              |                       | Impaktionsabscheidung             |
| Aerosol    | 0,3 µm bis 3 mm              |                       | Laserbeugung                      |
| Emulsion   |                              |                       | Schalldämpfungsspektroskopie      |
| Schüttgut  |                              |                       | Siebanalyse                       |
| Schüttgut  | ≥ 1 µm                       |                       | Lichtmikroskopie                  |
| Suspension | 0,3 µm bis 3 mm              |                       | Laserbeugung                      |
| Suspension |                              |                       | dynamische Lichtstreuung          |
| Suspension | ≥ 1 µm                       |                       | Lichtmikroskopie                  |
| Suspension |                              |                       | Photosedimentation                |
| Suspension |                              |                       | Ultraschalldämpfungsspektroskopie |